# ケイオス・アンド・クリエイション・イン・ザ・バックヤード
『ケイオス・アンド・クリエイション・イン・ザ・バックヤード〜裏庭の混沌と創造』（英語: Chaos and Creation in the Backyard）は、2005年に発表されたポール・マッカートニーのアルバム。英国10位・米国6位を記録。

## 概要
前作のオリジナル・アルバム『ドライヴィング・レイン』から今作に到るまでポール・マッカートニーは全米ツアー、ワールド・ツアー（2002年）、ヨーロッパ・ツアー（2004年）を行い、私生活では、地雷撲滅運動を進める元モデルのヘザー・ミルズと婚約・結婚、翌年には子供に恵まれるという充実した日々を送っていた。
アルバム制作にあたって、マッカートニーはアルバム・プロデュースをジョージ・マーティンに依頼するが、彼は既にプロデューサー業から引退していた。代わりにマーティンはレディオヘッドを手がけたナイジェル・ゴッドリッチを推薦、アルバム制作は、ゴッドリッチの助言を受け、バンド体制ではなく、すべての楽器をマッカートニー1人で演奏する単独プロジェクトに変化し、『マッカートニー』『マッカートニーII』等と同じコンセプトで制作された。
初回限定盤にはインタビューを収録したDVDが付属。日本盤CDはPCでのコピーに制限のあるセキュアCDでの発売。
今作を最後に長年在籍していたレコード会社EMIを離れ、2007年3月に米大手コーヒーチェーンのスターバックスが設立したレコード会社、ヒア・ミュージックに第一弾アーティストとして移籍する。その後、2016年に古巣のキャピトル・レコードと再契約するまで在籍した。

## 収録曲
1. ファイン・ライン - "Fine Line"
2. ハウ・カインド・オブ・ユー - "How Kind Of You"
3. ジェニー・レン - "Jenny Wren"
4. アット・ザ・マーシー - "At The Mercy"
5. フレンズ・トゥ・ゴー - "Friends To Go"
6. イングリッシュ・ティー - "English Tea"
7. トゥー・マッチ・レイン - "Too Much Rain"
8. ア・サートゥン・ソフトネス - "A Certain Softness"
9. ライディング・トゥ・ヴァニティ・フェア - "Riding To Vanity Fair"
10. フォロウ・ミー - "Follow Me"
11. プロミス・トゥ・ユー・ガール - "Promise To You Girl"
12. ディス・ネヴァー・ハプンド・ビフォア - "This Never Happened Before"
13. エニウェイ - "Anyway"
14. "I've Only Got Two Hands"（隠しトラック）

### 日本盤ボーナス・トラック
1. シー・イズ・ソー・ビューティフル - "She Is So Beautiful"

## クレジット
- ポール・マッカートニー - リード・ボーカル、アコースティック・ギター、エレクトリック・ギター、クラシック・ギター、12弦ギター、ベース、ピアノ、グランドピアノ、アップライトピアノ、ウーリッツァー、ハモンドB‐3、モーグ・シンセサイザー、ハーモニウム、ドラムス、フロアタム、バスドラム、パーカッション、シェイカー、タンバリン、ギロ、ウッドブロック、マラカス、トライアングル、チューブラベル、オートハープ、グロッケンシュピール、ゴング、ビブラチャイム、メロディカ、リコーダー、チェロ、フリューゲルホルン、ピアノ＆エピフォン・アコースティック・ギター・ループ
- ナイジェル・ゴドリッチ - プロデューサー、ピアノ＆エピフォン・アコースティック・ギター・ループ
- ジェイソン・フォークナー - エレクトリック・ギター、クラシック・ギター
- ラスティ・アンダーソン - アコースティック・ギター
- ブライアン・レイ - アコースティック・ギター
- ジェームス・ギャドソン - ドラムス
- ジョーイ・ワロンカー - バスドラム、ボンゴ、シェイカー
- エイブラハム・ラボリエルJr. - ウッドブロック、パーカッション、タンバリン
- ペドロ・エウスターチェ - ドゥドゥク
- ステファニー・ベネット - ハープ
- ミレニア・アンサンブル - ストリングス、ブラス
- ザ・ロサンゼルス・ミュージック・プレイヤーズ - ストリングス